# Список країн за імпортом вугілля

### Основні імпортери вугілля
| Країна         | 2016 |
| -------------- | ---- |
| КНР            | 256  |
| Індія          | 196  |
| Японія         | 190  |
| Південна Корея | 128  |
| Тайвань        | 66   |
| Німеччина      | 58   |
| Туреччина      | 36   |